# Association omnisports boranaise
L'Association omnisports boranaise est un ancien club de football féminin français basé à Boran-sur-Oise et aujourd'hui disparu.
Les Boranaises ont évolué six saisons en première division dans les années 1980, ainsi que trois saisons en seconde division, dont elles décrochent le titre en 1985.
Le club comprenait également une section masculine qui n'a jamais joué au niveau national.

## Palmarès
Le palmarès de l'AO Boranaise comporte un championnat de France de seconde division.
Le tableau suivant liste le palmarès du club dans les différentes compétitions officielles au niveau national et régional.
| Compétitions nationales                               | Compétitions régionales     |
| - Championnat de France de D2 (1) - Vainqueur : 1985. | Votre aide est la bienvenue |

## Bilan saison par saison
Le tableau suivant retrace le parcours du club depuis la création de la première division en 1974, jusqu'à sa disparition.
| Édition   | Division 1   | Division 2             | Divisions Régionales |
| 1974-1980 | -            | Championnat inexistant | ...                  |
| 1980-1981 | Premier tour | Championnat inexistant | -                    |
| 1981-1982 | Premier tour | Championnat inexistant | -                    |
| 1982-1983 | -            | 2e (Gr. A)             | -                    |
| 1983-1984 | 6e (Gr. D)   | -                      | -                    |
| 1984-1985 |              | Vainqueur              | -                    |
| 1985-1986 | -            | 3e (Gr. A)             | -                    |
| 1986-1987 | 6e (Gr. F)   | Championnat inexistant | -                    |
| 1987-1988 | -            | Championnat inexistant | ...                  |
| 1988-1989 | -            | Championnat inexistant | non connu            |
| 1989-1990 | 9e (Gr. C)   | Championnat inexistant | -                    |
| 1990-.... | -            | -                      | ...                  |